# 池波正太郎
池波正太郎（いけなみ しょうたろう，1923年1月25日—1990年5月3日），東京淺草人，為日本知名小說家，擅寫時代小說、歷史小說，主要著有“剑客生涯”、“鬼平犯科帳”、“殺手·藤枝梅安”三大系列和《真田太平记》等描述德川幕府最强宿敌——信浓真田氏之风云经历的一众作品。

## 榮譽
- 1955年（昭和30年） 『太鼓』獲得第2回新鷹会賞奨励賞
- 1957年（昭和32年） 「錯乱」獲得第43回直木賞
- 1972年（昭和47年） 『殺しの四人』獲得第5回小説現代黃金讀者賞
- 1973年（昭和48年） 『仕掛針』獲得第7回小説現代黃金讀者賞
- 1977年（昭和52年）
  - 「市松小僧の女」獲得第6回大谷竹次郎賞
  - 『池波正太郎作品集』獲得第11回吉川英治文学賞
- 1986年（昭和61年） 獲得紫綬褒章
- 1988年（昭和63年） 獲得第36回菊池寛賞

## 知名作品
- 《鬼平犯科帳》
- 《劍客生涯》
- 《必殺仕掛人》
- 《あほうがらす》（初版：新潮社、1985年）
- 《真田太平記》（新潮文庫、1987年～1988年、初版：朝日新聞社、1974年～1983年）
- 《幕末新撰組》
- 《むかしの味》（新潮文庫、1988年、初版：新潮社、1984年）
- 《男の作法》（新潮文庫、1989年、初版：ごま書房、1981年）
- 《新 私の歳月》（講談社文庫、1992年、初版：講談社、1986年）
- 《近藤勇白書》
- 《銀座日記》（新潮文庫版は『池波正太郎の銀座日記（全）』、1991年）
- 《人斬半次郎》
- 《忍者丹波大介》
- 《雲霧仁左衛門》
- 《編笠十兵衛》
- 《錯亂》

## 外部連結
- 台東區立圖書館 （页面存档备份，存于）
- 池波正太郎真田太平記館
- 池波正太郎年譜
- 日本聲音保存 （页面存档备份，存于）